# 内科医 (ドウの絵画)
『内科医』（ないかい、英: The Physician）、または『窓辺で尿瓶を持っている医師』（まどべでしびんをもっているいし、蘭: Arts met een urinaal in een venster、英: Doctor with an Urinal in a Window）は、17世紀オランダ黄金時代の画家ヘラルト・ドウが1653年に油彩で制作した絵画である。1965年以来、ニュージーランドのクライストチャーチ美術館に所蔵されている銅板上の作品と、ウィーンの美術史美術館に所蔵されている樫板上の作品の2つのヴァージョンがある。

## 概要
作品は、17世紀レイデンのフェインスヒルデル (精緻派)様式の「壁龕絵画」である。オレンジ色の液体の入った瓶を光のあるに向けて、持っている医師の人物が描かれている。差し出がましい女中、または患者が、内科医 (または、彼女の主人) が何をしているのか見るために振り向いている。作品の主題は、当時よく行われた医学検査であるユロスコピーである。この人気のある美術主題は、一般的にオランダ語の目録では「ピスケイカー」 (piskijker) と呼ばれる。内科医はドウ自身の顔だと信じられている。しかし、その想像上の衣装は彼が偽医者であることを示している。ドウの技術は、天球儀や慎重に置かれた解剖学の本などの描写に明らかである。開かれたページにある骸骨は、ヴァニタス、すなわち「人生の儚さ」の象徴である。
窓の下の子供たちを表したフランソワ・デュケノワのレリーフは、ドウが自身の「壁龕絵画」で何度も繰り返し描いたものである。

## 版画

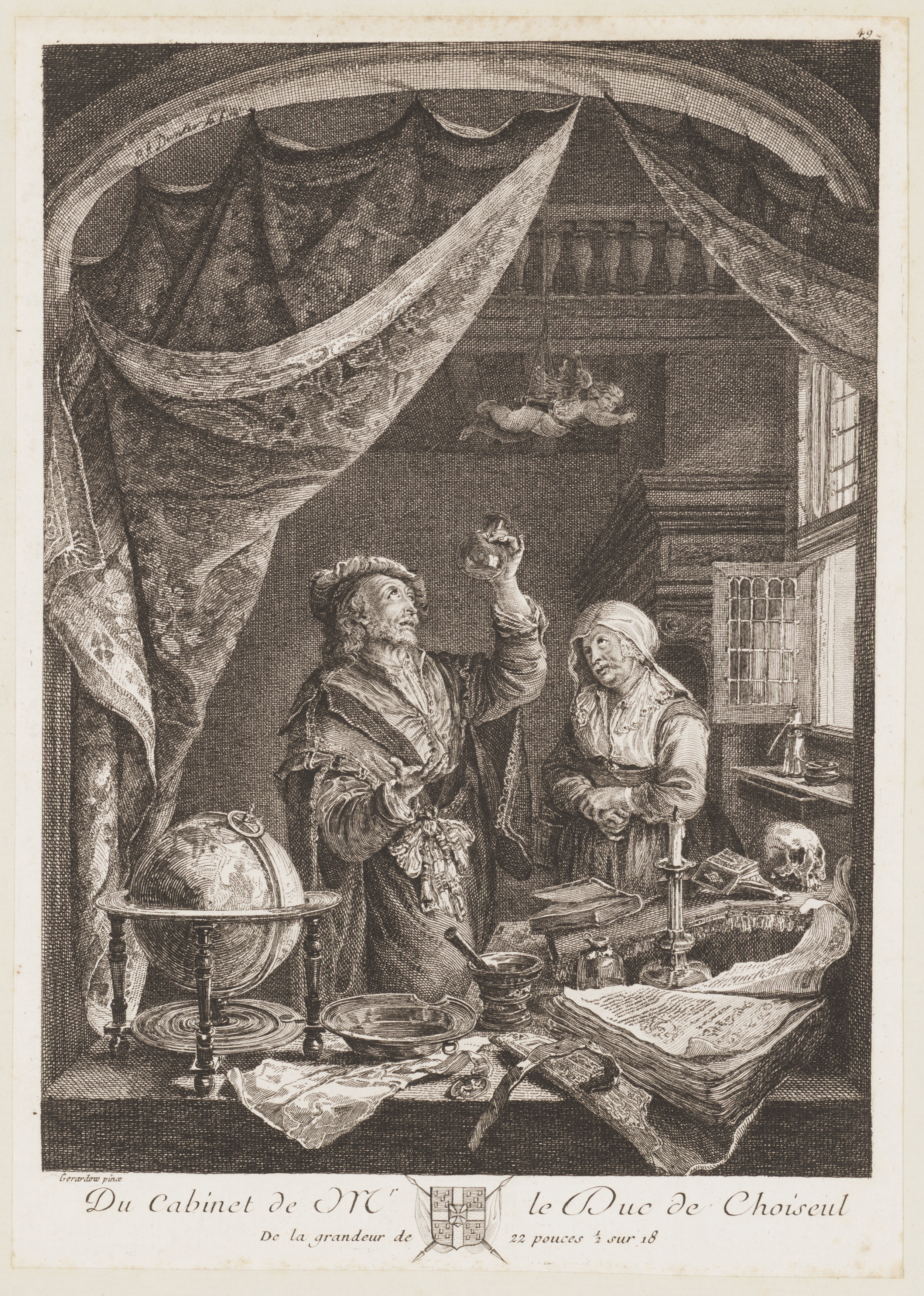
ショワズール侯爵エティエンヌ・フランソワ（英語版） 蔵